# Alibunár község
Alibunár község (szerbül Општина Алибунар / Opština Alibunar) közigazgatási egység (járás) Szerbiában, a Vajdaságban, a Dél-bánsági körzetben. A Bánság délnyugati részén terül el, központja Alibunár. A községben 11 általános és 1 középiskola működik.

## Földrajza
A kb. 70 m-es tengerszint feletti magasságban fekvő terület eredetileg mocsaras vidék volt, melyet a Dunától homokhátság választott el. Az alibunári és ilonci (ilancsai) mocsarakat a 18. század óta csatornák ásásával lecsapolták. A Teréz-csatorna a község északkeleti határát képezi.
A község délkeleti részére benyúlik a Delibláti-homokpuszta.

## Története
A terület a török hódítás előtt Keve és Krassó vármegye része volt.
1848-ban a mocsaras vidék a szerb felkelőknek nyújtott védelmet.
A trianoni békeszerződésig a nagyobbik része Torontál vármegye Alibunári járásához tartozott, Károlyfalva (Nagykárolyfalva) és Temesmiklós pedig Temes vármegye Fehértemplomi járásához.

## Települések
A község 10 településből áll. Alibunár és Nagykárolyfalva városi jellegű település, a többi falu.
| \| Torontál- szécsány Zichyfalva község Antalfalva község Versec község Pancsova község Kevevára község Feh. ALIBUNÁR Kevedobra Ferdinándfalva Ilonc Újsándorfalva Végszentmihály Keviszőlős Temesmiklós Nagykárolyfalva Petre \| \| térkép szerkesztése \| |                    |                   |                 |
| Magyar név | Szerb név (cirill) | Szerb név (latin) | Népesség (2011) |
| Alibunár | Алибунар           | Alibunar          | 2883            |
| Ferdinándfalva | Нови Козјак        | Novi Kozjak       | 644             |
| Ilonc | Иланџа             | Ilandža           | 1406            |
| Kevedobra | Добрица            | Dobrica           | 1059            |
| Keviszőlős | Селеуш             | Seleuš            | 1079            |
| Nagykárolyfalva | Банатски Карловац  | Banatski Karlovac | 5084            |
| Petre | Владимировац       | Vladimirovac      | 3828            |
| Temesmiklós | Николинци          | Nikolinci         | 1114            |
| Újsándorfalva | Јаношик            | Janošik           | 967             |
| Végszentmihály | Локве              | Lokve             | 1716            |
| Torontál- szécsány Zichyfalva község Antalfalva község Versec község Pancsova község Kevevára község Feh. ALIBUNÁR Kevedobra Ferdinándfalva Ilonc Újsándorfalva Végszentmihály Keviszőlős Temesmiklós Nagykárolyfalva Petre                                 |                    |                   |                 |
| térkép szerkesztése |                    |                   |                 |

Leánykút (Devojački Bunar) Nagykárolyfalva része.

## Népesség
A község népessége csökken, a 2002-es adatok szerint a természetes népszaporulat értéke -8,1‰.
- 1991: 26.550 fő
- 2002: 22.954
- 2011: 19.780

### Etnikai struktúra
A 2002-es adatok szerint:
- szerbek 13680 (59,59%)
- románok 6076 (26,47%)
- szlovákok 1195 (5,2%)
- cigányok 657 (2,86%)
- magyarok 309 (1,34%)

#### Települések szerint
- Szerb többségű települések: Alibunár, Nagykárolyfalva, Ilonc, Kevedobra, Petre, Ferdinándfalva
- Szlovák többségű település: Újsándorfalva
- Román többségű települések: Temesmiklós és Végszentmihály
- Vegyes lakosságú település: Keviszőlős (relatív román többségű)

## Külső hivatkozások
- Alibunár község ismertetője (szerbül)